# Adama Barrow
Adama Barrow (Mankamang Kunda, 16 febbraio 1965) è un politico gambiano, Presidente del Gambia dal gennaio 2017.

## Biografia
Il 1º dicembre 2016 vince le elezioni presidenziali contro il presidente dittatore Yahya Jammeh, il quale aveva preso il potere con un colpo di stato il 22 luglio 1994. L'esito delle elezioni, in un primo momento accettato, è stato poi duramente contestato dal presidente uscente Yahya Jammeh che si era ricandidato. Adama Barrow è quindi dovuto fuggire in Senegal per motivi di sicurezza e non è potuto rientrare in Gambia nemmeno per il funerale di uno dei suoi figli, morto il 15 gennaio 2017 dopo essere stato morso da un cane.
Il 19 gennaio 2017 giura come presidente del Paese nella sede dell'ambasciata del Gambia in Senegal, a Dakar. Il 21 gennaio, su minaccia di un intervento militare dei Paesi dell'ECOWAS, Jammeh annuncia alla televisione di Stato la sua decisione di riconoscere Barrow presidente e accetta di andare in esilio. Il 26 gennaio Barrow rientra a Banjul.
Nel novembre 2021, Adama Barrow ha annunciato la sua candidatura alle elezioni presidenziali del successivo dicembre, nelle quali è stato poi dichiarato vincitore.